# Dara Shikoh
Dara Shikoh (noto anche come Dara Shukoh; Ajmer, 20 marzo 1615 – Delhi, 30 agosto 1659) è stato un principe e scrittore indiano, figlio maggiore ed erede apparente dell'imperatore Moghul Shah Jahan e della sua consorte principale Mumtaz Mahal.
Nel 1657, suo fratello minore Aurangzeb reclamò il trono e, dopo aver sconfitto Dara Shikoh militarmente, lo esiliò per poi farlo giustiziare.
Dara Shikoh era un mussulmano non ortodosso, devoto al sufismo Qadiriyya, in contrasto con l'ortodossia di Aurangzeb, nonché autore di un testo che sosteneva la convergenza fra il sufismo islamico e il Vedanta indù, ed era in generale più incline alle arti, alla filosofia e al misticismo che al governo e alle attività militari.

## Biografia

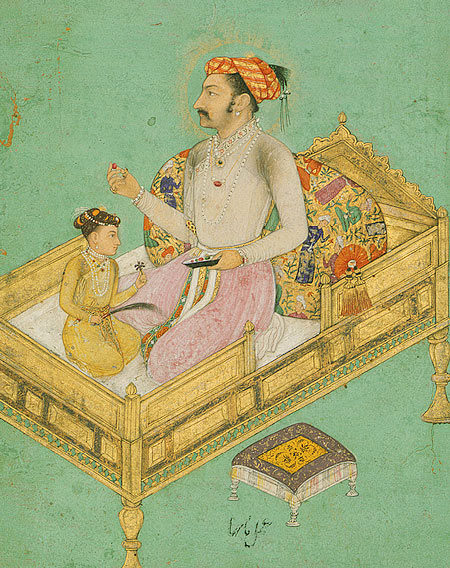
Dara Shikoh bambino con suo padre (1620)

### Origini e primi anni
Dara Shikoh nacque il 20 marzo 1615 ad Ajmer, dal principe Khurram Mirza (dal 1628 imperatore Shah Jahan), figlio dell'imperatore Moghul Jahangir, e dalla sua consorte principale, Arjumand Mumtaz Mahal. Era il primo maschio, e il terzo nato dei loro quattordici figli totali, di cui solo sei, oltre a Dara Shikoh stesso, sopravvissero: Jahanara Begum, Shah Shuja, Roshanara Begum, Muhiuddin Aurangzeb, Murad Baksh e Gauharara Begum. Fra questi, Dara Shikoh era particolarmente vicino a sua sorella maggiore Jahanara, con cui condivideva sia le vedute politiche che gli interessi artistici, letterari e religiosi, essendo entrambi mussulmani liberali a favore delle libertà di culto, a differenza del padre e di Aurangzeb, e seguaci del sufismo Qadiriyya, oltre che essere, rispettivamente, il figlio e la figlia favoriti dal padre.
L'istruzione di Dara Shikoh incluse teologia coranica, poesia, calligrafia, e lingua e letteratura persiana, hindi, sanscrita e araba.
Nel 1627, Jahangir morì e, dopo una breve guerra civile contro il suo fratellastro Shahryar e la sua matrigna Nur Jahan, il padre di Dara Shikoh ascese al trono nel gennaio 1628 col nome di Shah Jahan. Immediatamente, nominò Dara Valiahad Shahzada, ovvero principe ereditario.

### Matrimonio

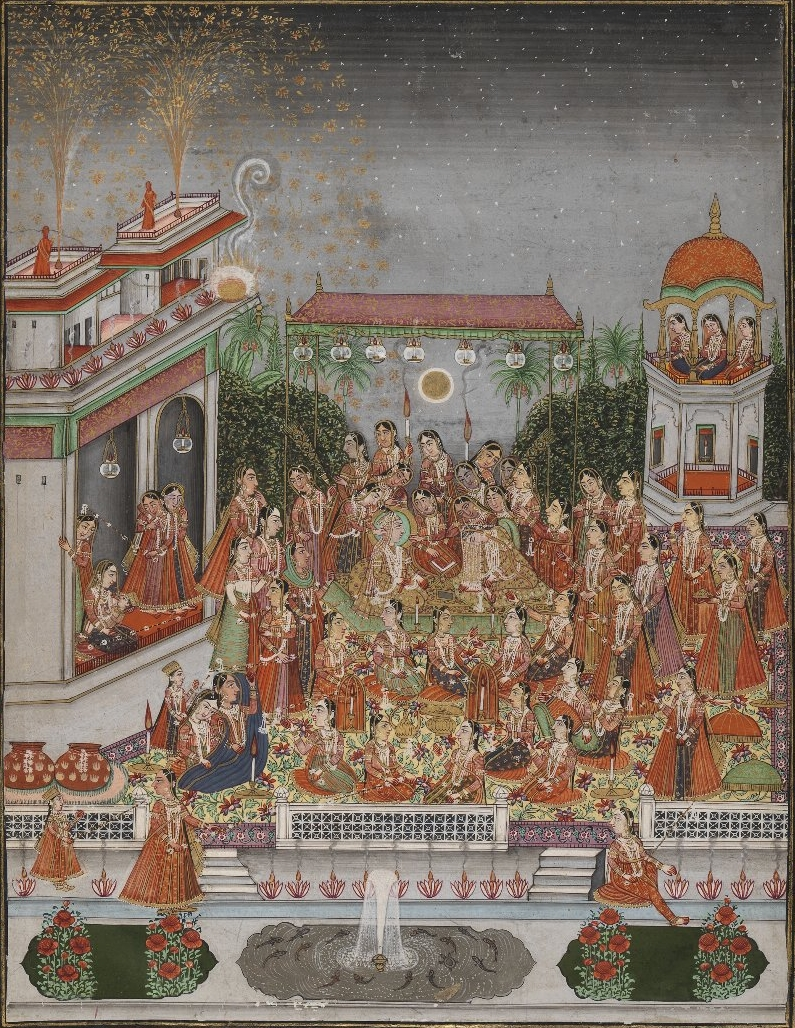
Miniatura che rappresenta il matrimonio di Dara Shikoh e Nadira Banu Begum (1875-1890)

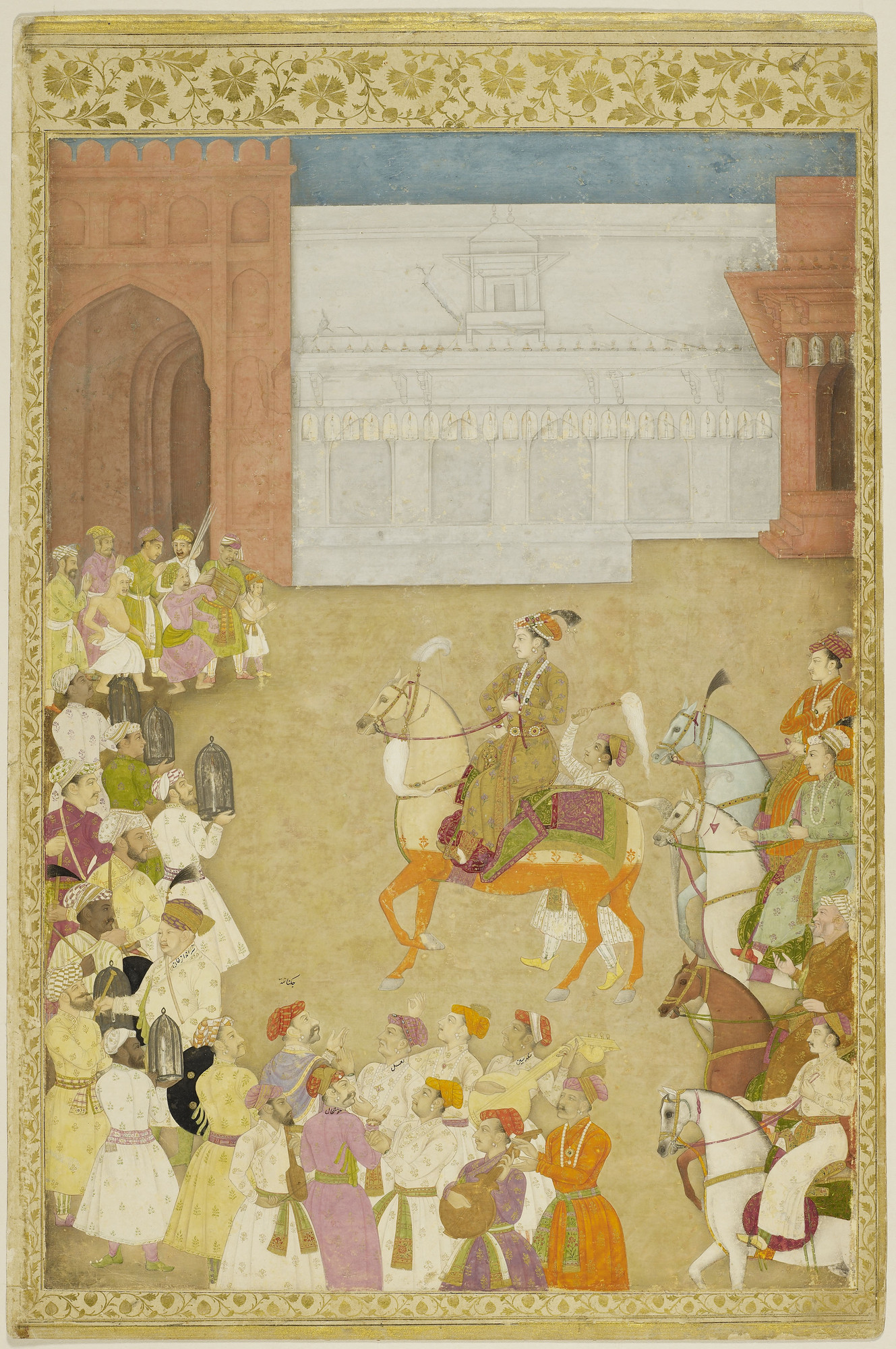
Corteo nuziale di Dara Shikoh, coi fratelli Aurangzeb e Shah Shuja dietro di lui (Royal Collection Trust, Londra)

Nel 1631, Mumtaz Mahal organizzò il fidanzamento fra Dara Shikoh e sua cugina Nadira Banu Begum, figlia di Parviz Mirza, tuttavia le nozze dovettero essere ritardate a causa della morte della stessa Mumtaz a giugno. Trascorso l'anno di lutto, fu Jahanara a occuparsi di procedere con le nozze, che si tennero il 1° febbraio 1633 ad Agra. Come dono di nozze, Dara Shikoh commissionò per la moglie un album di raffinate opere d'arte, sopravvissuto fino a oggi.
Contrariamente alle consuetudini, Nadira rimase l'unica moglie di Dara Shikoh, e la coppia ebbe sette figli. Tuttavia, Dara aveva almeno due concubine, anche se non ebbe figli da loro: Gül Safeh (nota anche come Rana Dil) e Udaipuri Mahal, che in seguito divenne concubina di Aurangzeb.

### Attività militare
Il 10 settembre 1642 Dara Shikoh fu riconfermato formalmente nel suo ruolo di erede e nominato Shahzada-e-Buland Iqbal, ("principe che gode di grande fortuna"), nonché generale a capo di un esercito di 20.000 cavalieri e altrettanti fanti. Il 18 aprile 1648, gli fu concesso un ulteriore reparto di 10.000 uomini.

### Guerra civile
Alla fine del 1657, Shah Jahan cadde gravemente ammalato. Incapace di esercitare la propria autorità, suo figlio minore, Aurangzeb, si dichiarò imperatore, provocando una guerra civile fra se stesso e l'erede prescelto, Dara Shikoh. Sebbene sostenuto dal padre e dalla sorella Jahanara, che esercitava una grande influenza politica come Padshah Begum, Dara Shikoh venne ripetutamente sconfitto e in capo a poco più di un anno dovette fuggire, con l'intento di reclutare un nuovo esercito col sostegno di alleati esteri.
Costretto a fuggire da Agra, raggiunse prima Delhi e poi Lahore, per poi da lì rifugiarsi prima a Multan e poi a Sindh, attraversare il Rann e raggiungere il Kathiawar, dove convinse alla sua causa Shah Nawaz Khan, governatore del Gujrat che gli fornì i fondi per reclutare un nuovo esercito, ma non Jaswant Singh, maharaja di Marwar, che incontrò ad Ajmer. L'11 marzo 1659 affrontò nuovamente Aurangzeb a Deorai, e nuovamente fu sconfitto. Cercò rifugio dal capo tribù afghano Malik Jeevan Junaid Khan Barozai, che spesso Dara Shikoh aveva protetto da Shah Jahan, ma questi lo tradì, lo imprigionò e il 10 giugno lo consegnò ad Aurangzeb.

### Morte
Riportato a Delhi, fu fatto sfilare in catene sul dorso di un elefante sporco, per poi essere imprigionato. Nei giorni seguenti, Aurangzeb, ormai indiscusso imperatore e sostenuto sia dalla nobiltà che dal clero, lo condannò a morte con le accuse di ribellione, tradimento ed eresia. Il 30 agosto 1659 Dara Shikoh fu decapitato davanti ai suoi figli, nella sua cella, da quattro agenti di Aurangzeb. Fu sepolto senza cerimonie in un loculo anonimo all'interno del mausoleo di Humayun, a Delhi.
Secondo Niccolò Manucci, diplomatico veneziano alla corte Moghul, Aurangzeb si fece consegnare la testa mozzata del fratello e, dopo essersi assicurato fosse davvero lui, la pugnalò per tre volte. Dopodiché, ordinò che venisse posta in un cofano riccamente decorato e consegnata per cena al loro padre, Shah Jahan, quella sera stessa, con queste parole: "Aurangzeb, sovrano e tuo figlio, ti invia questo dono perché tu sappia che non ti ha dimenticato". Senza sapere cosa contenesse il cofano, Shah Jahan rispose: "Sia benedetto Allah, perché mio figlio si ricorda ancora di me". Dopodiché, apri la scatola, e vedendo la testa mozzata del figlio favorito, svenne dall'orrore.

### Identificazione della sepoltura

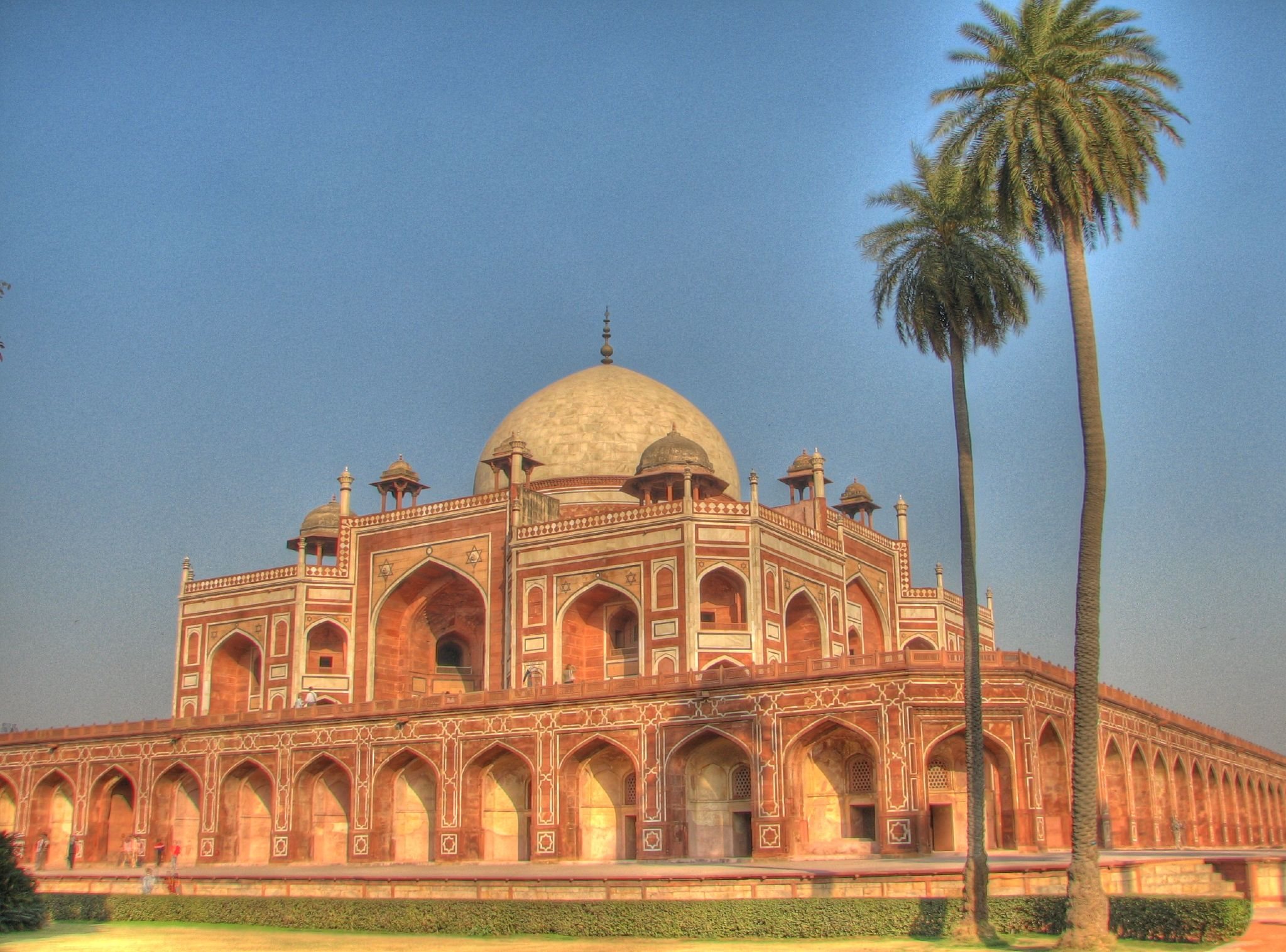
Mausoleo di Humayun, veduta esterna

Dara Shikoh fu sepolto in modo anonimo, lasciando gli storici incerti su quale fosse effettivamente la sua sepoltura fra le oltre 140 contenute del mausoleo di Humayun.
Nel 2020, Sanjeev Kumar Singh, ingegnere comunale di Delhi, affermò di aver identificato la tomba di Dara Shikoh come una delle tre nella camera a nord-ovest della cupola principale. La sua affermazione si basava su oltre quattro anni di ricerca e sullo studio di una nuova traduzione, più precisa, della biografia ufficiale di Aurangzeb, che indicava che Dara Shikoh era stato sepolto in quella camera accanto a Daniyal e Murad, figli di Akbar. L'analisi dello stile artistico confermò che uno dei tre cenotafi era stato eretto diversi decenni dopo gli altri due, in uno stile coerente con quello dei regni di Shah Jahan e Aurangzeb. Singh tenne poi una serie di conferenza illustrando nei dettagli la sua ricerca e le prove da lui raccolte.
In risposta all'affermazione di Singh, il governo indiano annunciò di aver stanziato fondi per condurre una ricerca approfondita che confermasse o smentisse la scoperta. Dei sette studiosi del team, cinque si dichiararono concordi con la scoperta di Singh. Gli altri due non si sono espressi ufficialmente, anche se uno dei due ha sottolineato, in via ufficiosa, l'assenza di prove materiali come analisi del DNA oppure iscrizioni e documenti.
L'eco della scoperta raggiunse anche la comunità accademica fuori dall'India, e diverse autorità si dissero convinte della sua veridicità.

## Governatorato
Dara Shikoh ricoprì la carica di governatore nelle seguenti province:
- Lahore (1635 - 1636);
- Malwa (1642 - 1658);
- Allahabad (1645 - 1647);
- Gujarat (1648);
- Multan e Kabul (1652 - 1656);
- Bidar (1657 - 1659).

## Discendenza
Dalla sua unica moglie, sua cugina Nadira Banu Begum, che sposò nel 1633, ebbe sette figli, quattro maschi e tre femmine:
- Sulaiman Shikoh (1635 - 1662), giustiziato da suo zio Aurangzeb;
- Mihr Shah (morto prima del 1659);
- Paknihad Banu Begum (morta prima del 1659);
- Amalunnissa Begum (morta prima del 1659);
- Mumtaz Shikoh (16 agosto 1643 - 6 dicembre 1647), nato ad Agra, morto bambino a Sirhind. Venne sepolto a Lahore;
- Sipihr Shikoh (1644 - 1708). A differenza di suo fratello, fu risparmiato da Aurangzeb, di cui sposò la figlia Zubdatunnissa Begum;
- Jahanzeb Banu Begum (morta nel 1705), nota anche come Jani Begum, ultimogenita della coppia.

## Attività letteraria

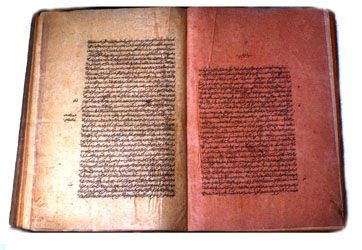
Una pagina del Majma-ul-Bahrain, conservata al Victoria Memorial (Calcutta)

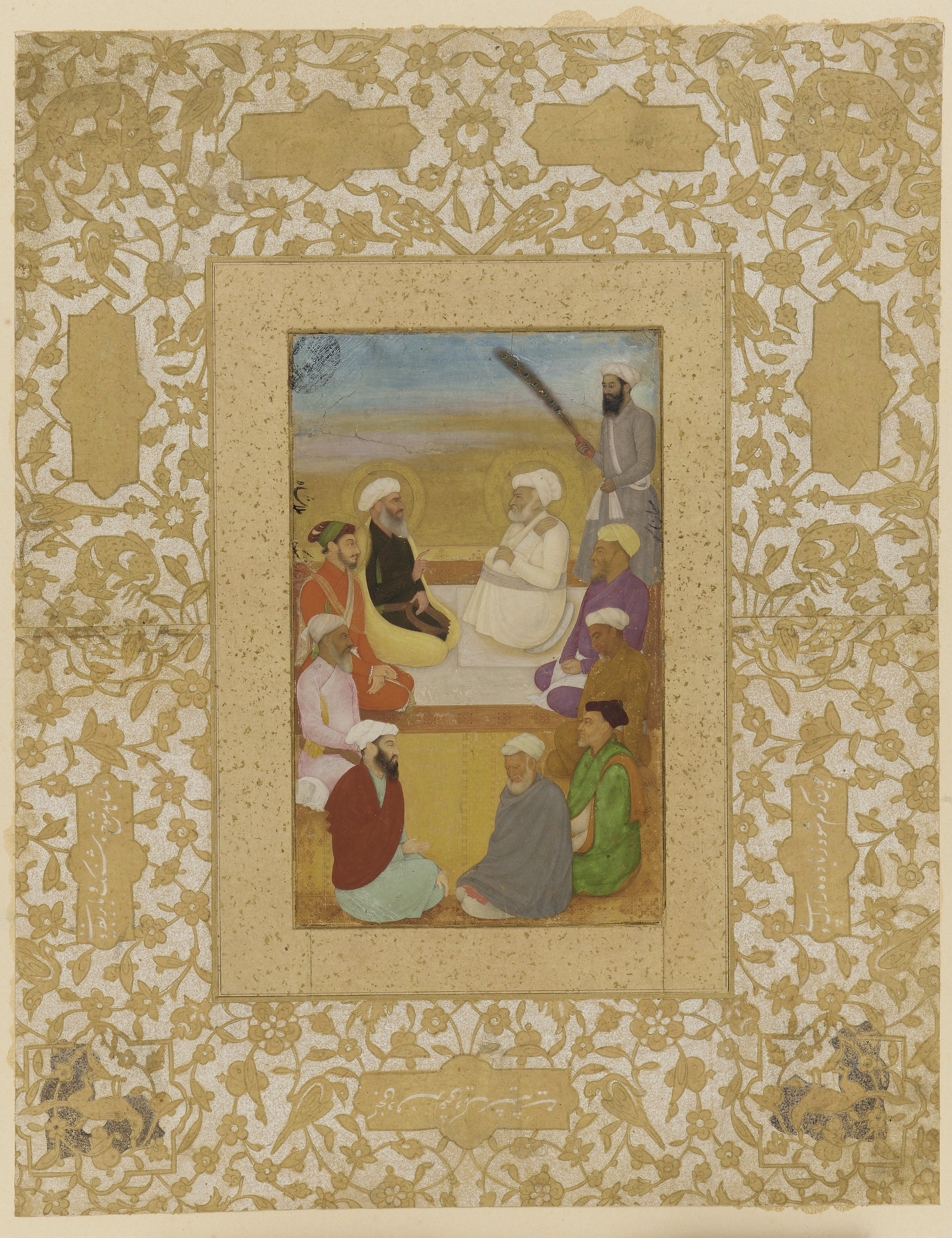
Miniatura che mostra Dara Shikoh con Mian Mir e Mulla Shah

Dara Shikoh era un letterato rinomato, noto soprattutto per i suoi scritti religiosi e filosofici, in cui sosteneva la coesistenza di Islam e Induismo, in particolare modo la convergenza fra il sufismo Qadiriyya e il Vedanta.
Dara Shikoh era allievo dei sufi Sarmad Kashani, Mian Mir e Mullah Shah Badakhshi, ed era parimenti amico del guru Sikh Guru Har Rai, il che contribuì a formare la sua eterodossia visione religiosa.
A partire dal 1657 Dara Shikoh tradusse oltre cinquanta Upanishad dal sanscrito al persiano, così che potessero essere letti anche dai teologi mussulmani. Le sue tradizioni sono raccolte nel Sirr-i-Akbar, nella cui introduzione Dara Shikoh sostiene la tesi che il Kitab al-maknun, un testo non identificato citato nel Corano, altro non sia che gli Upanishad. Il suo testo più famoso è invece il Majma-ul-Bahrain, scritto nel 1654, nel quale esplorava la convergenza fra sufismo e Vedanta. Commissionò anche una traduzione dello Yoga Vasistha, dopo aver sognato un incontro con gli dei indù Vasistha e Rama. La traduzione, commissionata a Nizam al-Din Panipati, divenne nota come Jug-Basisht.
La maggior parte dei testi originali sono conservati nella biblioteca che Dara stesso costruì a Delhi e che oggi è il museo Survey of India, posta sotto l'amministrazione della Guru Gobind Singh Indraprastha University.

## Mecenatismo
Oltre che letterato, Dara Shikoh era noto anche come mecenate e patrono delle arti, sia pittoriche che musicali e teatrali.
Possedeva una notevole collezione d'arte che includeva dipinti, disegni e calligrafie che iniziò ad acquisire a partire dal 1630 fino alla sua morte. Caduta in mano al fratello Aurangzeb, la collezione fu preservata ed è oggi esposta in diversi musei indiani.
Fu anche responsabile della commissione di diversi edifici, fra cui la tomba di sua moglie (Lahore), il Santuario di Mian Mir (Lahore), una biblioteca a suo nome (Nuova Delhi), la moschea di Akhund Mullah Shah (Kashmir) e il Pari Mahal (Kashmir).

## Eredità
- Nel 2017, il Consiglio comunale di Nuova Delhi ha rinominato la Dalhousie Road in Dara Shikoh Road in suo onore[58][59].
- A Nuova Delhi, esiste il Museo della Partizione Dara Shikoh, creato nello stesso edificio in cui, nel 1637, Dara Shikoh creò una biblioteca[51].
- Nel 2021, è stato creato un archivio digitale gratuito contenente tutti gli scritti di Dara Shikoh, le fonti primarie che lo citano e una selezione di fonti secondarie[60].

## Cultura popolare
- Dara Shikoh è il protagonista del romanzo del 1993 Shahjada Dara Shikoh, dello scrittore bengalese Shyamal Gangapadhyay, che vinse il Sahitya Academy Award.
- Il romanzo del 2000 Nero Pakistan, di Mohsin Hamid, è una rielaborazione moderna delle vicende di Dara Shikoh.
- Nel film del 2005 Taj Mahal: An Eternal Love Story, è interpretato dall'attore Vaquar Sheikh.